# Khaled Saeed Al-Saeeri
Khaled Saeed Al-Saeeri (ur. 30 sierpnia 1992) – katarski lekkoatleta specjalizujący się w skoku wzwyż.

## Osiągnięcia
| Rok  | Impreza                               | Miejsce    | Pozycja           | Wynik |
| ---- | ------------------------------------- | ---------- | ----------------- | ----- |
| 2009 | Mistrzostwa świata juniorów młodszych | Bressanone | 9. miejsce        | 2,09  |
| 2010 | Mistrzostwa Azji juniorów             | Hanoi      | 6. miejsce        | 2,09  |
| 2010 | Mistrzostwa świata juniorów           | Moncton    | El. – 20. miejsce | 2,10  |

Medalista mistrzostw krajów arabskich w kategorii kadetów (złoto) i juniorów (brąz).

## Rekordy życiowe
- Skok wzwyż – 2,15 (2010)